# Vitojevci
Vitojevci (ćir.: Витојевци) su naselje u općini Ruma u Srijemskom okrugu u Vojvodini.

## Stanovništvo
Prema popisu stanovništva iz 2002. godine u naselju Vitojevci živi 913 stanovnika, od čega 702 punoljetna stanovnika s prosječnom starosti od 38,2 godina (36,9 kod muškaraca i 39,6 kod žena). U naselju ima 263 domaćinstva, a prosječan broj članova po domaćinstvu je 3,47.
Prema popisu iz 1991. godine u naselju je živjelo 901 stanovnik.
| Etnički sastav 2002. |            |        |
| Narod                | Stanovnika |        |
| Srbi                 | 843        | 92,33% |
| Romi                 | 39         | 4,27%  |
| Mađari               | 6          | 0,65%  |
| Rumunji              | 5          | 0,54%  |
| Makedonci            | 3          | 0,32%  |
| Muslimani            | 1          | 0,10%  |
| Rusi                 | 1          | 0,10%  |
| nepoznato            | 14         | 1,53%  |

| broj stanovnika | 625   | 684   | 796   | 873   | 878   | 901   | 913   |
|                 | 1948. | 1953. | 1961. | 1971. | 1981. | 1991. | 2001. |

## Vanjske poveznice
- Karte, položaj vremenska prognoza
- Satelitska snimka naselja